# Anthias
Anthias is een geslacht van zeebaarzen uit de onderfamilie Anthiinae. Zij komen in alle tropisch oceanen voor, maar ook in noordelijke wateren zoals Middellandse Zee en het noordoostelijk deel van de Atlantische Oceaan. Een voorbeeld van de laatste soort is Anthias anthias die in 1758 door Carl Linnaeus is geclassificeerd. Zij worden ook veel in aquaria gehouden. Het zijn voor het merendeel kleine, vreedzame en kleurrijke vissen met ingewikkelde sociale systemen. Deze zijn gebaseerd op de verhoudingen tussen mannetjes en vrouwtjes, en hun sociale rangorde op het koraalrif.
Een aan Anthias verwant geslacht is Pseudanthias. Dit geslacht komt echter alleen op tropische riffen voor.

## Gedrag
Anthias voedt zich met zoöplankton en kan enorme grote scholen vormen. Binnen dergelijke scholen bestaan weer subgroepen die kenmerken vertonen van harems met een of twee mannetjes en twee tot twaalf vrouwtjes. Het meest dominante mannetje is ook het felst gekleurd. Dominante mannetjes vertonen vaak een acrobatisch U-vormig zwempatroon en zijn felle verdedigers van hun territorium en bijbehorende harem.
Anthias is protogynisch hermafrodiet; alle soorten worden als vrouwtje geboren. Als een dominant mannetje sterft, neemt meestal het meest dominante vrouwtje zijn taak over en verandert daarbij in mannetje. Dit kan dan weer tot conflicten leiden met andere mannetjes en vrouwtjes in de groep.

## Soorten
Anthias kent de volgende soorten:
- Anthias anthias (Linnaeus, 1758) – Vlaggenbaarsje
- Anthias asperilinguis Günther, 1859
- Anthias cyprinoides (Katayama & Amaoka, 1986)
- Anthias helenensis Katayama & Amaoka, 1986
- Anthias menezesi Anderson & Heemstra, 1980
- Anthias nicholsi Firth, 1933
- Anthias noeli Anderson & Baldwin, 2000
- Anthias salmopunctatus Lubbock & Edwards, 1981
- Anthias tenuis Nichols, 1920
- Anthias woodsi Anderson & Heemstra, 1980